# 1535 Päijänne
1535 Päijänne este un asteroid din centura principală, descoperit pe 9 septembrie 1939, de Yrjö Väisälä.